# آساهی هاگا
آساهی هاگا (انگلیسی: Asahi Haga؛ زادهٔ ۳۰ ژوئیهٔ ۲۰۰۰) بازیکن فوتبال است.
از باشگاه‌هایی که در آن بازی کرده‌است می‌توان به باشگاه فوتبال توکیو اشاره کرد.